# Gerrit Blaauw
Gerrit Anne Blaauw (L'Aia, 17 luglio 1924 – Utrecht, 21 marzo 2018) è stato un informatico olandese, noto per essere uno dei principali progettisti della linea di computer IBM System/360, insieme a Fred Brooks, Gen Amdahl, e altri.

## Biografia
Nato a L'Aia, nei Paesi Bassi, Blaauw conseguì la laurea presso l'Università tecnica di Delft nel 1946. Nel 1947, vinse una borsa di studio esclusiva finanziata dal direttore esecutivo dell'IBM Thomas J. Watson. Dopo un anno all'Università Lafayette in Pennsylvania, Blaauw studiò all'Università di Harvard. Conseguì il master di Arte nel 1949 e il dottorato nel 1952 sotto la supervisione di Howard Aiken, inventore del computer elettromeccanico Mark I di Harvard. Ad Harvard lavorò alla progettazione dei computer Mark III e Mark IV. Blaauw incontrò Fred Brooks mentre lavorava per IBM durante le sue visite ad Harvard, dove Fred Brooks era allora uno studente laureato.
Dopo la laurea nel 1952, Blaauw tornò nei Paesi Bassi dove lavorò al Centro matematico progettando il secondo computer ARRA. Nel 1955 tornò negli Stati Uniti per lavorare presso i laboratori dell'IBM di Poughkeepsie dove lavorò con Brooks su vari progetti:
- Fu il progettista del progetto IBM 7030 STRETCH.
- Lavorò sulla serie fallita IBM 8000, in particolare progettò il sistema di paginazione per IBM 8106 tra gli anni 1960 e 1961.
- Fu un ingegnere chiave nel progetto IBM System/360, annunciato nel 1964. Tra gli altri contributi, Blaauw ottenne un successo usando un'architettura a 8 bit (anziché a 6 bit).

Blaauw progettò anche un rivoluzionario sistema di traduzione degli indirizzi, noto come "la scatola di Blaauw", che venne rimosso dal design originale System/360, ma successivamente utilizzato nella proposta di IBM per Project MAC al MIT. Successivamente, nel computer IBM System/360-67 venne incorporato un hardware DAT (Traduzione dinamica degli indirizzi) leggermente diverso. Quando implementato nel modello 67, l'hardware DAT consentiva l'implementazione di alcuni sistemi di paginazione con memoria virtuale. Il modello 67 fu usato in applicazioni commerciali nel 1968. Il primo Atlas Computer di Ferranti era una piattaforma di paginazione per le ricerche, ma mancava di alcune prestazioni come il thrashing. La traduzione della memoria virtuale era simile a quelle dell'IBM System/360-67, che in seguito furono incluse nel computer che seguì, IBM System/370.
Dopo aver lasciato l'IBM, Blaauw diventò insegnante di informatica nei Paesi Bassi. Si ritirò nel 1989 con il conferimento del titolo di professore emerito all'Università di Twente. Nel 1982 venne eletto membro dell'Accademia reale delle arti e delle scienze dei Paesi Bassi. Nel 1997 fu co-autore del libro Architettura del computer: concetti ed evoluzione con Brooks.

## Selezione di pubblicazioni
- Blaauw, Gerrit A. Requisiti hardware per la quarta generazione. Computer di quarta generazione. Englewood Cliffs, NJ: Prentice-Hall (1970).
- Blaauw, Gerrit A. Implementazione del sistema digitale. Prentice Hall PTR, 1976.
- Blaauw, Gerrit A. e Frederick P. Brooks Jr. Architettura del computer: concetti ed evoluzione. Addison-Wesley Longman Co., Inc., 1997.

### Selezione di articoli
- Brooks, Frederick P., Gerrit A. Blaauw e Wilfried Buchholz. "Elaborazione di dati in bit e pezzi". Transazioni IRE su Electronic Computers 2 (1959): 118-124.
- Amdahl, G. M., Blaauw, G. A.; Brooks, F. P. (1964). "Architettura di IBM System / 360". IBM Giornale di ricerca e sviluppo. 87-101.
- Blaauw, Gerrit A. e Frederick P. Brooks Jr. "La struttura di SYSTEM / 360: Parte I - Cenni sulla struttura logica." IBM Giornale di sistema 3.2 (1964): 119-135.

### Brevetti
- Amdahl, Gene M., Sistema di elaborazione dati. Numero di brevetto degli Stati Uniti 3.400.371, 3 settembre 1968.